# Зитманис, Август Карлович
Август Карлович Зитманис (Augusts Zitmanis) — латвийский советский хозяйственный, государственный и политический деятель.

## Биография
Родился в 1929 году. Член ВКП(б) с 1949 года.
С 1944 года — рабочий завода, студент рабочего факультета, инструктор, первый секретарь районного комитета партии в Латвийской ССР, в Советской Армии, первый секретарь райкома КПЛ, первый секретарь ЦК ЛКСМ Латвии (1962—1966), первый секретарь Рижского горкома КП Латвии, председатель Латвийского республиканского совета профессиональных союзов.
Избирался депутатом Верховного Совета СССР 6—11-го созывов.
С 1989 года на пенсии. Умер в 2005 году в Риге.